# Výkaz zisku a ztráty
Výkaz zisku a ztráty (někdy zkráceně výsledovka) je dokument, který ukazuje, jakého výsledku hospodaření účetní jednotka dosáhla za sledované období, včetně porovnání s obdobím minulým. Výkaz zisku a ztráty je povinnou součástí účetní závěrky vyhotovené jak podle Mezinárodních standardů účetního výkaznictví (IFRS), tak podle právní úpravy účetnictví platné v ČR (zákon o účetnictví a navazující předpisy). Zatímco rozvaha je statická a zachycuje aktiva a pasiva v daném okamžiku sestavování rozvahy (rozvaha je sestavena vždy „k určitému datu“), výkaz zisků a ztrát vyjadřuje finanční výkonnost za určitý časový interval (výkaz „za období“). Zisk měří rozsah, v jakém výnosy překročily v účetním období náklady vynaložené na jeho tvorbu, ztráta vyjadřuje situaci, kdy suma nákladů převyšuje sumu výnosů. Pro získání detailnějšího přehledu o hospodaření společnosti je vhodné si prostudovat i výroční zprávu a přílohu k účetní závěrce, kde bývají uvedeny další doplňující informace.
Výkaz zisku a ztráty (dále jen výkaz z/z) zobrazuje finanční výsledky všech ostatních aktivit. Tak je tomu jak v IFRS, tak v EU a ČR. (Odlišně od toho americké standardy – US GAAP – rozeznávají primárně dvě činnosti: pokračující a ukončované). Pro podnikatelské subjekty lze nejobecnější schéma výkazu zisku a ztráty znázornit se značným zjednodušením (a bez ohledu na platnou terminologii) následovně:
Tržby za výrobky, zboží a služby
-- Náklady na prodané výrobky, zboží a služby

## Hrubý zisk nebo ztráta
-- Provozní náklady
* Provozní výsledek (A) ±
Finanční výnosy
-- Finanční náklady
* Finanční výsledek (B) ±
** Výsledek za účetní období před zdaněním (A + B) ±.
-- Daň ze zisku
*** Výsledek za účetní období po zdanění ±

## Výnosy a náklady
Základními stavebními prvky výkazu z/z jsou výnosy a náklady. Teoreticky může být zjišťování výsledku hospodaření za jednotlivá účetní období založeno: 
1. na bázi peněžních toků, kdy náklad je totožný pouze s peněžním výdajem a výnos je totožný pouze s peněžním příjmem. Výsledek se tudíž zjistí jako rozdíl peněžních příjmů a peněžních výdajů, nebo
2. na akruální bázi, kdy se berou v úvahu veškeré výnosy a náklady vzniklé v daném období, bez ohledu na to, zda již byl uskutečněn s nimi související peněžní tok. Výkaz z/z založený na akruální bázi lépe informuje o výkonnosti účetní jednotky, neboť poskytuje informace i o budoucích peněžních tocích. Proto je jednoznačně na mezinárodní úrovni (IFRS, US GAAP, EU) preferováno. Také v ČR je výkaz z/z založen na akruální bázi: účetní jednotky „... o veškerých nákladech a výnosech účtují bez ohledu na okamžik jejich zaplacení nebo přijetí.[3]

V českých účetních předpisech chybí definice výnosů a nákladů, náležitou pozornost jim ale věnuje Koncepční rámec IFRS.
Výnosy jsou zvýšením ekonomického prospěchu během účetního období, a to jednak ve formě zvýšení aktiv, jednak ve formě určitých případů snížení závazků, což obojí vede v konečném důsledku (zvýšením zisku běžného období) ke zvýšení vlastního kapitálu jiným způsobem, než jsou vklady vlastníků. (Výnosem není případ, kdy spoluvlastníci transformují svůj nárok vůči firmě na příspěvek vlastnímu kapitálu).
Toto vymezení výnosů (zobrazených ve výkazu z/z) zahrnuje výnosy (revenues) pocházející jak z hlavních i vedlejších – z hlediska účetní jednotky obvyklých (běžných, pokračujících) výdělečných činností, tak specifické případy výnosů (gains), jež vyplývají z okrajových, periferních událostí. Výnosy z běžných výdělečných činností pocházejí zejména z tržeb z prodeje vlastních výrobků, z prodeje zboží a z poskytnutých služeb a dále z takového užití aktiv jinými stranami, které přináší účetní jednotce ekonomický prospěch např. v podobě úroků, dividend či licenčních poplatků.
Náklady jsou snížením ekonomického prospěchu během účetního období, a to jednak ve formě snížení (úbytku, spotřeby) aktiv, jednak ve formě zvýšení závazků. Obojí ústí v konečném důsledku (snížením zisku běžného období) do snížení vlastního kapitálu. (Výjimku tvoří zvýšení závazků z titulu rozdělení zisku spoluvlastníkům – tato transakce není nákladem, ale projeví se jak snížením vlastního kapitálu).
Vymezení nákladů (zobrazených ve výkazu z/z) je zrcadlovým obrazem výnosů. Zahrnuje jak náklady (expenses), které vznikají v souvislosti s běžnými, pokračujícími (hlavními i vedlejšími) provozními a finančními aktivitami (jako je např. úbytek výrobků a zboží při jejich prodeji, spotřeba materiálu, odpisy budov a zařízení, mzdové náklady aj.), tak náklady okrajové (losses).
Povaha okrajových výnosů a nákladů je rozmanitá. Některé mají svůj původ ve vnějších okolnostech, které účetní jednotka nemůže ovlivnit (jako jsou důsledky změn reálných hodnot některých aktiv a závazků, změny směnných kurzů cizích měn, živelní pohromy apod.), na jiných může mít svůj podíl i sama účetní jednotka (např. klesající hodnota některého aktiva).

## Metody členění provozních nákladů
V závislosti na členění provozních nákladů poskytuje výkaz z/z informace:
a) buď o tom, jaký byl účel vynaložení nákladů, tedy na co (na jaké výkony – výrobky, služby) byly náklady vynaloženy. Členění nákladů vyhovující tomuto přístupu se nazývá účelové členění nákladů či členění nákladů podle funkce (v IFRS označované jako metoda funkce nákladu či metoda nákladů na prodej), nebo
b) o tom, co bylo spotřebováno, neboli jaké druhy nákladů byly vynaloženy během účetního období. Členění nákladů vyhovující tomuto přístupu se označuje jako druhové členění nákladů (v IFRS jako metoda druhu nákladu).
Obě varianty jsou umožněny jak ve světovém účetnictví (IFRS, US GAAP), tak v EU a v ČR. Požaduje se však, aby v případě, kdy účetní jednotka používá účelové členění nákladů, zveřejnila rovněž informace o druhové struktuře nákladů.
Účelové členění nákladů
U subjektů zaměřených na podnikatelskou činnost se toto členění zobrazí ve výkazu z/z v provozní oblasti jako náklady vázané k prodaným výkonům (výrobní náklady) či k prodanému zboží (nákupní cena prodaného zboží). Vedle toho je ale nutné vynaložit další náklady k zajištění provozního cyklu, jako jsou náklady vynaložené s cílem výkony prodat (odbytové náklady) a náklady nutné k zajištění administrativy a správy účetní jednotky (správní, resp. administrativní náklady).
Toto členění plně vyhovuje obecně platné účetní zásadě označované jako princip přiřazování nákladů výnosům, kterou se zajišťuje věcná a časová souměřitelnost nákladů s výnosy.
Druhové členění nákladů
Je-li výkaz z/z v provozní činnosti založen na členění nákladů podle jejich druhu, informuje o struktuře nákladů v okamžiku jejich vzniku (spotřeby), aniž podává obraz o účelu jejich vynaložení. Je zaměřen na jejich věcnou skladbu (příkladem jsou položky jako spotřeba materiálu, spotřeba energie, mzdové náklady, odpisy atd.). Výhodou je možnost predikce budoucích peněžních toků, na druhé straně ale v provozní oblasti často dochází (v závislosti na typu činnosti) k věcné neshodě mezi výnosy (reprezentovanými tržbami za výrobky a služby) a náklady, primárně vztaženými k účetnímu období. Tato neshoda je ve výkazu z/z odstraněna úpravou nákladů (pomocí položky Změna stavu zásob vlastní činnosti).

## IFRS: výkaz o úplném výsledku
Požadavky na výkaz, který má poskytnout informace o finanční výkonnosti za účetní období, určují Mezinárodní standardy účetního výkaznictví (IFRS) ve standardu IAS 1 Sestavování a zveřejňování účetní závěrky (Presentation of Financial Statements). Povinností účetní jednotky je sestavit výkaz o úplném výsledku (hospodaření) za období, který vedle výkazu z/z obsahuje další oddíl a má následující strukturu:
1. výkaz zisku a ztráty (Statement of profit and loss),
2. ostatní úplný výsledek za období (Statement of other comprehensive income), a to ve struktuře jednotlivých komponent klasifikovaných dle jejich podstaty, včetně součtu.

(1+2) Celkový úplný výsledek za období (Statement of comprehensive income).
Ostatní úplný výsledek reprezentuje operace, které mají sice charakter výnosů/nákladů, ale specifický. V IFRS jsou označovány jako gains (přínosy/zisky) a losses (újmy/ztráty) a – na rozdíl od revenues (výnosů) a expenses (nákladů), které procházejí výkazem z/z, se zobrazují jako přímé zvýšení/snížení vlastního kapitálu. Příkladem mohou být dopady přecenění dlouhodobých hmotných aktiv užívaných účetní jednotkou k podnikání, dopady přecenění některých finančních aktiv aj.
IAS 1 určuje, jaké informace o úplném výsledku musí být minimálně vykázány. Účetní jednotka je povinna uvést ve výkazu o úplném výsledku (včetně výkazu z/z) další řádky, záhlaví a mezisoučty, je-li takové zveřejnění relevantní pro pochopení její finanční výkonnosti. Výkaz lze sestavit buď jako jediný s dvěma oddíly, nebo lze každý oddíl vyhotovit jako samostatný výkaz. V tom případě druhý oddíl začíná tam, kde končí první, navazuje tedy na výkaz z/z. Název výkazu není pro účetní jednotku závazný, může použít vlastní identifikaci. Ale ani formát, struktura a položky výkazu nejsou určeny jako závazné. Tato volnost nevyvolává potřebu IFRS zohledňovat specifika činnosti účetní jednotky – ta vyplynou z její vlastní identifikace položek.
Účetní jednotka je povinna předložit analýzu provozních nákladů vykázaných ve výkazu z/z na základě klasifikace založené buď na druhu nákladu nebo na funkci nákladu, přičemž si zvolí tu z variant, která poskytne spolehlivější a relevantnější informace. Volbu metody ovlivňují také historické a odvětvové faktory. Důraz se klade na věrné zobrazení a na dodržení obou ideových předpokladů (předpoklad trvání podniku a akruální báze).
První forma analýzy je metoda druhu nákladu. IAS 1 uvádí tento příklad:
- Výnosy . . . . . . . . . . . . . . . . . . . . . . . . . . . . . . . . . . . . . . . . . . . . . . . . .. X
- Ostatní provozní výnosy . . . . . . . . . . . . . . . . . . . . . . . . . . . . . . . . . . . . . . . X
- Změna stavu hotových výrobků a nedokončené výroby . . . . X
- Spotřeba materiálu a surovin . . . . . . . . . . . . . . . . . . . . . . . . . X
- Náklady na zaměstnanecké požitky . . . . . . . . . . . . . . . . . . . . X
- Odpisy a amortizace . . . . . . . . . . . . . . . . . . . . . . . . . . . . . . . . X
- Ostatní náklady . . . . . . . . . . . . . . . . . . . . . . . . . . . . . . . . . . .. X
- Náklady celkem . . . . . . . . . . . . . . . . . . . . . . . . . . . . . . . . . . . . . . . . . . . . – X
- Zisk před zdaněním . . . . . . . . . . . . . . . . . . . . . . . . . . . . . . . . . . . . . . . . X

Druhá forma analýzy je metoda funkce nákladu (metoda nákladů na prodej). IAS 1 uvádí následující příklad této klasifikace:
- Výnosy . . . . . . . . . . . . . . . . . . X
- Náklady na prodej . . . . . . . .-- X
- Hrubý zisk . . . . . . . . . . . . . . . X
- Ostatní výnosy . . . . . . . . . . . . X
- Odbytové náklady. . . . . . . . -- X
- Administrativní náklady . . . . -- X
- Ostatní náklady . . . . . . . . . . -- X
- Zisk před zdaněním . . . . . . . . . X

Účetní jednotka, která zvolí metodu nákladů podle funkce, má povinnost zveřejnit také strukturu nákladů podle druhu.

## Právní úprava výkazu z/z v ČR
Některým účetním jednotkám ukládá zákon o účetnictví povinnost vést účetnictví a sestavovat účetní závěrku (tedy i výkaz o úplném výsledku) podle mezinárodních účetních standardů (IFRS) upravených právem Evropské unie.
Ostatní účetní jednotky, pokud vedou (podvojné) účetnictví, sestavují výkaz z /z podle českých účetních předpisů (zákon o účetnictví a prováděcí předpisy k zákonu). Konkrétní formát, struktura a obsah výkazu z/z jsou závazné a odvíjí se od kategorizace účetních jednotek (mikro, malé, střední, velké) a od toho, zda účetní jednotka vede účetnictví v plném rozsahu nebo zda je jí umožněno vést účetnictví ve zjednodušeném rozsahu, pokud splní zákonem stanovené podmínky. Rozsah a způsob sestavení výkazu, jakož i závazné uspořádání, označování a obsahové vymezení nákladů, výnosů a výsledku hospodaření stanoví pro jednotlivé kategorie účetních jednotek  prováděcí předpisy navazující na zákon. Obecně platí, že účetní jednotky, které vedou (podvojné) účetnictví ve zjednodušeném rozsahu, sestavují výkaz z/z ve zkráceném rozsahu, ostatní účetní jednotky sestavují výkaz z/z v plném rozsahu. Zájemce získá z výkazu z/z základní přehled o hospodaření účetní jednotky ve stanovené struktuře výnosů a nákladů – o její finanční výkonnosti souhrnně vyjádřené ziskem nebo ztrátou. S ohledem na různá zaměření činnosti účetních jednotek jsou pro formát a obsah jejich výkazu z /z relevantní prováděcí předpisy vydané zejména formou samostatných vyhlášek, a to zvlášť pro: (a)podnikatele, (b) banky a jiné finanční instituce, (c) pojišťovny, (d) účetní jednotky, u kterých hlavním předmětem není podnikání, pokud účtují v podvojném účetnictví, (e) vybrané účetní jednotky (např. organizační složky státu, uzemní samosprávné celky, příspěvkové organizace aj.), což jsou ty, jejichž účetní záznamy se shromažďují v centrálním informačním systému státu za účelem sestavení účetních výkazů za celou ČR.
Požadavky IFRS lze porovnat s českou právní úpravou výkazu z/z pro účetní jednotky, které jsou podnikateli: formáty druhového a účelového  členění nákladů jsou uvedeny pro sestavení výkazu v plném rozsahu. Výkaz ve zkráceném rozsahu by zahrnoval jen položky, které jsou označené římskými číslicemi a velkými písmeny.